# Daniil Egorovič Sulimov
Daniil Egorovič Sulimov (in russo Даниил Егорович Сулимов?; Min'jar, 22 dicembre 1890, 10 dicembre del calendario giuliano – Mosca, 27 novembre 1937) è stato un politico sovietico.

## Biografia
Militò nel Partito Operaio Socialdemocratico Russo dal 1905. Più volte arrestato dalla polizia zarista, fu al fronte durante la prima guerra mondiale, dal 1915 al 1917. Dopo la Rivoluzione d'ottobre ebbe vari incarichi nel partito e nell'amministrazione pubblica. Nel 1923 divenne membro del Comitato Centrale del Partito comunista, mentre dal 1927 al 1930 fece parte dell'Orgburo e dal 1930 al 1937 presiedette il Consiglio dei commissari del popolo della RSFS Russa. Arrestato nel giugno del 1937 nell'ambito delle grandi purghe, fu giustiziato cinque mesi più tardi.